# Krans voor Eervol Vermelden
De "Krans voor Eervol Vermelden" was een op eigen initiatief boven een onderscheiding geplaatste lauwerkrans. Het kan om het Metalen Kruis 1830, de Medaille voor de verdedigers van de citadel van Antwerpen en de Medaille voor de Oorlog op Java (1825-1830) gaan. Voor 1877 was er geen mogelijkheid om op de onderscheidingen een Eervolle Vermelding in een Dagorder aan te duiden.
De instelling van de Kroon voor Eervol Vermelden op het Ereteken voor Belangrijke Krijgsbedrijven in 1877 maakte een einde aan de behoefte om een dergelijke krans te dragen.